# Anne Spoerry
Anne Spoerry (Cannes, 13 de mayo de 1918 – Nairobi, 2 de febrero de 1999) fue una médica de nacionalidad francesa y suiza, que pasó la mayor parte de su carrera en Kenia como "doctora voladora" afiliada a Amref Health Africa.

## Temprana edad y educación
Anne Marie Spoerry nació en Cannes, Francia, hija de Henry Spoerry y Jeanne Schlumberger, una familia de industriales de Fischenthal y Männedorf, del cantón de Zúrich y Suiza, pero también de Alsacia. Su hermano era François Spoerry, quien sería un arquitecto reconocido. De niña asistió a la Francis Holland School de Londres y luego a escuelas en Mulhouse y Estrasburgo, donde obtuvo el bachillerato en 1937.
Mientras todavía estudiaba medicina en París, se unió junto con su hermano a la resistencia francesa durante la Segunda Guerra Mundial. Fue arrestada en 1943  y se reunió con su hermano, también detenido, en la prisión de Fresnes, donde pasó nueve meses. Luego fue deportada al campo de concentración alemán de Ravensbrück con el convoy que salió de Compiègne el 31 de enero de 1944 (convoy I.175), mientras que su hermano fue deportado a Buchenwald (convoy I.169)  y luego a Dachau.
Fue liberada en el marco de la acción humanitaria de los buses blancos iniciada por Folke Bernadotte. 

## Reclusa en Ravensbrück
Las acciones de Spoerry en el campo de concentración han sido controvertidas. Conocida como "Dr. Claude", se hizo amiga y posiblemente amante de la famosa kapo de la barraca 10 (para tuberculosas y con problemas mentales), Carmen Mory, y fue acusada de torturar a las prisioneras.     Después de la Segunda Guerra Mundial, Spoerry terminó sus estudios de medicina tropical en la Universidad de Basilea.  Sin embargo, fue acusada por el Registro Central de Criminales de Guerra y Sospechosos de Seguridad, y posteriormente juzgada tanto en un tribunal de Suiza como en un tribunal militar de París por complicidad en crímenes contra prisioneras, incluida la tortura, pero fue declarada inocente. El 7 de marzo de 1947, Spoerry fue puesta en libertad bajo fianza de 30.000 francos suizos. 
Según documentos judiciales del Tribunal de Distrito de Meilen de 1947, que se conservan en los Archivos Estatales de Zúrich, Spoerry confesó que, como médica interna, golpeaba en invierno a los prisioneras y las rociaba con agua fría en el baño, como describieron los testigos:   "Las manos de las mujeres [...] eran atadas a la espalda. En el baño las metieron en un gran recipiente con agua e hicieron correr agua helada del grifo sobre las enfermas”. Spoerry respondió que no sabía si las mujeres se habían resfriado a consecuencia de ello. 
Una investigación a largo plazo realizada por el cineasta y autor John Heminway reveló en 2018 que Spoerry había cometido todos los delitos de los que fue acusada durante el tiempo que estuvo alojada en la misma barraca que Carmen Mory, bajo cuyo hechizo aparentemente estaba. Una excompañera de prisión le contó cómo Spoerry le dio una inyección letal a una niña polaca. Sin embargo, Heminway también cita a una compañera de prisión que dijo que Spoerry llamó a Mory un "diablo" al que ella "maldice".  El sobrino de Spoerry, que tenía una relación cercana con su tía y heredó los documentos en su caja fuerte, dijo: "Anne ciertamente no habría sobrevivido si no hubiera hecho lo que Carmen Mory le dijo". 
Un "Tribunal de Honor" de las fuerzas de la Francia Libre en París en 1946 "condenó a Spoerry culpable de hacerse pasar por médico, ser traidora a los franceses y avergonzar a Francia mediante un comportamiento inhumano. Fue expulsada de las fuerzas de la Francia Libre y exiliada de Francia durante 25 años."  

## Nueva vida en África
Spoerry salió de Francia en 1948, primero encontró trabajo como médica en un hospital de mujeres en Yemen y finalmente se instaló en las tierras altas de Kenia, donde vivió en una granja cooperativa y practicó la medicina. También fundó la primera tropa de guías de la región.  Cuando Kenia se independizó, decidió quedarse y compró una pequeña granja. Spoerry aprendió a pilotar un avión pequeño cuando tenía cuarenta años para poder ejercer la medicina en una zona rural más amplia y llegar a las poblaciones insulares.  En 1963 se convirtió en la primera mujer miembro de los "doctores voladores" de la AMREF, trabajando como partera y administrando vacunas junto con otros cuidados médicos. En su trabajo, también transportaba correo y suministros básicos a lugares remotos.   Richard Leakey elogió el trabajo de Spoerry y dijo: "Probablemente salvó más vidas que cualquier otra persona en el este de África", si no en todo el continente." 
Las memorias de Spoerry, On m'appelle Mama Daktari, se publicaron en francés en 1994. 
Spoerry murió en 1999, a los 80 años, tras un derrame cerebral en Nairobi, fue enterrada en la isla de Lamu.  Un equipo de médicos y veterinarios marítimos del mismo archipiélago nombraron su proyecto Spoerry. 

## Remembranza
En 2018, el autor e investigador John Heminway publicó una biografía de Spoerry, que examina en detalle sus actividades durante la guerra y luego su trabajo en África. Su investigación también arrojó luz sobre el controvertido pasado de Spoerry en la Segunda Guerra Mundial. 